# Gran Premio d'Italia 1989
Il Gran Premio d'Italia 1989 fu la dodicesima gara della stagione 1989 del Campionato mondiale di Formula 1, disputata il 10 settembre sul Autodromo Nazionale Monza. La manifestazione vide la vittoria di Alain Prost su McLaren - Honda, seguito da Gerhard Berger su Ferrari e da Thierry Boutsen su Williams - Renault.

## Prima della gara
- Jean Alesi, che aveva saltato il precedente Gran Premio a causa di un impegno concomitante nel Campionato di F3000, ritornò alla guida della Tyrrell.
- La EuroBrun licenziò Gregor Foitek, ingaggiando al suo posto Oscar Larrauri, già con il team la stagione precedente.
- Alain Prost annuncia finalmente il suo arrivo in Ferrari per il campionato 1990.

## Qualifiche
Senna dominò le qualifiche, infliggendo un distacco di oltre un secondo al più vicino inseguitore, Berger; alle spalle dell'austriaco si piazzarono, nell'ordine, Mansell, Prost, Patrese, Boutsen, Alliot e Nannini.

### Prequalifiche
| Pos                        | No | Pilota             | Costruttore                | Tempo    | Distacco |
| -------------------------- | -- | ------------------ | -------------------------- | -------- | -------- |
| 1                          | 30 | Philippe Alliot    | Lola Larrousse-Lamborghini | 1:26.623 | —        |
| 2                          | 29 | Michele Alboreto   | Lola Larrousse-Lamborghini | 1:27.829 | +1.206   |
| 3                          | 17 | Nicola Larini      | Osella-Ford                | 1:27.980 | +1.357   |
| 4                          | 37 | Bertrand Gachot    | Onyx-Ford                  | 1:28.344 | +1.721   |
| Vetture non prequalificate |    |                    |                            |          |          |
| 5                          | 36 | Stefan Johansson   | Onyx-Ford                  | 1:28.588 | +1.965   |
| 6                          | 40 | Gabriele Tarquini  | AGS-Ford                   | 1:28.813 | +2.190   |
| 7                          | 31 | Roberto Moreno     | Coloni-Ford                | 1:28.864 | +2.241   |
| 8                          | 18 | Piercarlo Ghinzani | Osella-Ford                | 1:28.884 | +2.261   |
| 9                          | 34 | Bernd Schneider    | Zakspeed-Yamaha            | 1:29.472 | +2.849   |
| 10                         | 35 | Aguri Suzuki       | Zakspeed-Yamaha            | 1:30.085 | +3.462   |
| 11                         | 33 | Oscar Larrauri     | EuroBrun-Judd              | 1:30.089 | +3.466   |
| 12                         | 41 | Yannick Dalmas     | AGS-Ford                   | 1:30.882 | +4.259   |
| 13                         | 32 | Enrico Bertaggia   | Coloni-Ford                | 1:31.606 | +4.983   |

### Classifica
| Pos                     | No | Pilota                | Costruttore                             | Tempo    | Distacco |
| ----------------------- | -- | --------------------- | --------------------------------------- | -------- | -------- |
| 1                       | 1  | Ayrton Senna          | McLaren - Honda                         | 1:23.720 |          |
| 2                       | 28 | Gerhard Berger        | Ferrari                                 | 1:24.734 | +1.014   |
| 3                       | 27 | Nigel Mansell         | Ferrari                                 | 1:24.739 | +1.019   |
| 4                       | 2  | Alain Prost           | McLaren - Honda                         | 1:25.510 | +1.790   |
| 5                       | 6  | Riccardo Patrese      | Williams - Renault                      | 1:25.545 | +1.825   |
| 6                       | 5  | Thierry Boutsen       | Williams - Renault                      | 1:26.155 | +2.435   |
| 7                       | 30 | Philippe Alliot       | Lola Larrousse - Lamborghini            | 1:26.985 | +3.265   |
| 8                       | 19 | Alessandro Nannini    | Benetton - Ford Cosworth                | 1:27.052 | +3.332   |
| 9                       | 20 | Emanuele Pirro        | Benetton - Ford Cosworth                | 1:27.397 | +3.677   |
| 10                      | 4  | Jean Alesi            | Tyrrell - Ford Cosworth                 | 1:27.399 | +3.679   |
| 11                      | 11 | Nelson Piquet         | Lotus - Judd                            | 1:27.508 | +3.788   |
| 12                      | 7  | Martin Brundle        | Brabham - Judd                          | 1:27.627 | +3.907   |
| 13                      | 29 | Michele Alboreto      | Lola Larrousse - Lamborghini            | 1:27.803 | +4.083   |
| 14                      | 3  | Jonathan Palmer       | Tyrrell - Ford Cosworth                 | 1:27.822 | +4.102   |
| 15                      | 23 | Pierluigi Martini     | Minardi - Ford Cosworth                 | 1:27.923 | +4.203   |
| 16                      | 9  | Derek Warwick         | Arrows - Ford Cosworth                  | 1:28.092 | +4.372   |
| 17                      | 22 | Andrea De Cesaris     | Dallara Scuderia Italia - Ford Cosworth | 1:28.129 | +4.409   |
| 18                      | 16 | Ivan Capelli          | March - Judd                            | 1:28.430 | +4.710   |
| 19                      | 12 | Satoru Nakajima       | Lotus - Judd                            | 1:28.441 | +4.721   |
| 20                      | 21 | Alex Caffi            | Dallara Scuderia Italia - Ford Cosworth | 1:28.596 | +4.876   |
| 21                      | 26 | Olivier Grouillard    | Ligier - Ford Cosworth                  | 1:28.669 | +4.949   |
| 22                      | 37 | Bertrand Gachot       | Onyx - Ford Cosworth                    | 1:28.684 | +4.964   |
| 23                      | 25 | René Arnoux           | Ligier - Ford Cosworth                  | 1:28.685 | +4.965   |
| 24                      | 17 | Nicola Larini         | Osella - Ford Cosworth                  | 1:28.773 | +5.053   |
| 25                      | 15 | Maurício Gugelmin     | March - Judd                            | 1:28.923 | +5.203   |
| 26                      | 24 | Luis Pérez-Sala       | Minardi - Ford Cosworth                 | 1:29.293 | +5.573   |
| Vetture non qualificate |    |                       |                                         |          |          |
| NQ                      | 10 | Eddie Cheever         | Arrows - Ford Cosworth                  | 1:29.554 | +5.834   |
| NQ                      | 38 | Christian Danner      | Rial - Ford Cosworth                    | 1:31.830 | +8.110   |
| NQ                      | 39 | Pierre-Henri Raphanel | Rial - Ford Cosworth                    | 1:36.295 | +12.575  |
| ES                      | 8  | Stefano Modena        | Brabham - Judd                          |          |          |

## Gara
Al via Senna mantenne il comando davanti a Berger, Mansell e Prost. L'ordine rimase invariato fino al 21º passaggio, quando il francese sopravanzò il pilota della Ferrari; non vi furono altri cambiamenti fino al 42º giro, quando Prost ebbe la meglio anche su Berger. Senna sembrava avere la vittoria in pugno, ma a nove tornate dal termine il motore della sua McLaren si ruppe alla curva Parabolica; Prost conquistò così una vittoria molto importante per il campionato, portando a venti i punti di vantaggio sul compagno - rivale e venendo osannato sul podio dai tifosi ferraristi consapevoli del suo arrivo a Maranello l'anno seguente. Secondo giunse Berger, seguito da Boutsen, Patrese, Alesi e Brundle.

### Classifica
| Pos | N° | Pilota                | Costruttore                             | Giri | Tempo/Causa Ritiro                                    | Pos. partenze | Punti |
| --- | -- | --------------------- | --------------------------------------- | ---- | ----------------------------------------------------- | ------------- | ----- |
| 1   | 2  | Alain Prost           | McLaren - Honda                         | 53   | 1:19:27.550                                           | 4             | 9     |
| 2   | 28 | Gerhard Berger        | Ferrari                                 | 53   | + 7.326                                               | 2             | 6     |
| 3   | 5  | Thierry Boutsen       | Williams - Renault                      | 53   | + 14.975                                              | 6             | 4     |
| 4   | 6  | Riccardo Patrese      | Williams - Renault                      | 53   | + 38.722                                              | 5             | 3     |
| 5   | 4  | Jean Alesi            | Tyrrell - Ford Cosworth                 | 52   | + 1 Giro                                              | 10            | 2     |
| 6   | 7  | Martin Brundle        | Brabham - Judd                          | 52   | + 1 Giro                                              | 12            | 1     |
| 7   | 23 | Pierluigi Martini     | Minardi - Ford Cosworth                 | 52   | + 1 Giro                                              | 15            |       |
| 8   | 24 | Luis Pérez-Sala       | Minardi - Ford Cosworth                 | 51   | + 2 Giri                                              | 26            |       |
| 9   | 25 | René Arnoux           | Ligier - Ford Cosworth                  | 51   | + 2 Giri                                              | 23            |       |
| 10  | 12 | Satoru Nakajima       | Lotus - Judd                            | 51   | Problemi alle sospensioni anteriori                   | 19            |       |
| 11  | 21 | Alex Caffi            | Dallara Scuderia Italia - Ford Cosworth | 47   | Motore                                                | 20            |       |
| Rit | 22 | Andrea De Cesaris     | Dallara Scuderia Italia - Ford Cosworth | 45   | Motore                                                | 17            |       |
| Rit | 1  | Ayrton Senna          | McLaren - Honda                         | 44   | Motore                                                | 1             |       |
| Rit | 27 | Nigel Mansell         | Ferrari                                 | 41   | Cambio                                                | 3             |       |
| Rit | 37 | Bertrand Gachot       | Onyx - Ford Cosworth                    | 38   | Problemi al radiatore                                 | 22            |       |
| Rit | 19 | Alessandro Nannini    | Benetton - Ford Cosworth                | 33   | Freni                                                 | 8             |       |
| Rit | 16 | Ivan Capelli          | March - Judd                            | 30   | Motore                                                | 18            |       |
| Rit | 26 | Olivier Grouillard    | Ligier - Ford Cosworth                  | 30   | Problemi ai freni                                     | 21            |       |
| Rit | 11 | Nelson Piquet         | Lotus - Judd                            | 23   | Testacoda                                             | 11            |       |
| Rit | 3  | Jonathan Palmer       | Tyrrell - Ford Cosworth                 | 18   | Motore                                                | 14            |       |
| Rit | 9  | Derek Warwick         | Arrows - Ford Cosworth                  | 18   | Problemi al sistema dell'alimentazione del carburante | 16            |       |
| Rit | 17 | Nicola Larini         | Osella - Ford Cosworth                  | 16   | Problemi al cambio                                    | 24            |       |
| Rit | 29 | Michele Alboreto      | Lola Larrousse - Lamborghini            | 14   | Problemi all'impianto elettrico                       | 13            |       |
| Rit | 15 | Maurício Gugelmin     | March - Judd                            | 14   | Problemi all'acceleratore                             | 25            |       |
| Rit | 30 | Philippe Alliot       | Lola Larrousse - Lamborghini            | 1    | Testacoda                                             | 7             |       |
| Rit | 20 | Emanuele Pirro        | Benetton - Ford Cosworth                | 0    | Problemi alla trasmissione                            | 9             |       |
| ES  | 8  | Stefano Modena        | Brabham - Judd                          |      |                                                       |               |       |
| NQ  | 10 | Eddie Cheever         | Arrows - Ford Cosworth                  |      |                                                       |               |       |
| NQ  | 38 | Christian Danner      | Rial - Ford Cosworth                    |      |                                                       |               |       |
| NQ  | 39 | Pierre-Henri Raphanel | Rial - Ford Cosworth                    |      |                                                       |               |       |
| NPQ | 36 | Stefan Johansson      | Onyx - Ford Cosworth                    |      |                                                       |               |       |
| NPQ | 40 | Gabriele Tarquini     | AGS - Ford Cosworth                     |      |                                                       |               |       |
| NPQ | 31 | Roberto Moreno        | Coloni - Ford Cosworth                  |      |                                                       |               |       |
| NPQ | 18 | Piercarlo Ghinzani    | Osella - Ford Cosworth                  |      |                                                       |               |       |
| NPQ | 34 | Bernd Schneider       | Zakspeed - Yamaha                       |      |                                                       |               |       |
| NPQ | 35 | Aguri Suzuki          | Zakspeed - Yamaha                       |      |                                                       |               |       |
| NPQ | 33 | Oscar Larrauri        | EuroBrun - Judd                         |      |                                                       |               |       |
| NPQ | 41 | Yannick Dalmas        | AGS - Ford Cosworth                     |      |                                                       |               |       |
| NPQ | 32 | Enrico Bertaggia      | Coloni - Ford Cosworth                  |      |                                                       |               |       |

## Classifiche

### Piloti
| Pos. | Pilota             | Punti |
| ---- | ------------------ | ----- |
| 1    | Alain Prost        | 71    |
| 2    | Ayrton Senna       | 51    |
| 3    | Nigel Mansell      | 38    |
| 4    | Riccardo Patrese   | 28    |
| 5    | Thierry Boutsen    | 24    |
| 6    | Alessandro Nannini | 14    |
| 7    | Nelson Piquet      | 9     |
| 8    | Gerhard Berger     | 6     |
| 9    | Michele Alboreto   | 6     |
| 10   | Eddie Cheever      | 6     |
| 11   | Derek Warwick      | 6     |
| 12   | Johnny Herbert     | 5     |
| 13   | Jean Alesi         | 5     |
| 14   | Maurício Gugelmin  | 4     |
| 15   | Stefano Modena     | 4     |
| 16   | Andrea De Cesaris  | 4     |
| 17   | Alex Caffi         | 4     |
| 18   | Christian Danner   | 3     |
| 19   | René Arnoux        | 2     |
| 20   | Stefan Johansson   | 2     |
| 21   | Pierluigi Martini  | 2     |
| 22   | Martin Brundle     | 2     |
| 23   | Jonathan Palmer    | 1     |
| 24   | Gabriele Tarquini  | 1     |
| 25   | Olivier Grouillard | 1     |
| 26   | Luis Pérez-Sala    | 1     |

### Costruttori
| Pos. | Team                                    | Punti |
| ---- | --------------------------------------- | ----- |
| 1    | McLaren - Honda                         | 122   |
| 2    | Williams - Renault                      | 52    |
| 3    | Ferrari                                 | 44    |
| 4    | Benetton - Ford Cosworth                | 19    |
| 5    | Arrows - Ford Cosworth                  | 12    |
| 6    | Tyrrell - Ford Cosworth                 | 12    |
| 7    | Lotus - Judd                            | 9     |
| 8    | Dallara Scuderia Italia - Ford Cosworth | 8     |
| 9    | Brabham - Judd                          | 6     |
| 10   | March - Judd                            | 4     |
| 11   | Rial - Ford Cosworth                    | 3     |
| 12   | Ligier - Ford Cosworth                  | 3     |
| 13   | Minardi - Ford Cosworth                 | 3     |
| 14   | Onyx - Ford Cosworth                    | 2     |
| 15   | AGS - Ford Cosworth                     | 1     |